# Irina Jakamada
Irina Mutsúovna Jakamada (en ruso Ирина Муцуовна Хакамада, nacida el 13 de abril de 1955) es una política rusa que tomó parte de las elecciones presidenciales del año 2004. Fue miembro de la coalición La Otra Rusia (Другая Россия).

## Biografía
Su padre, Mutsúo Jakamada, fue un comunista japonés que huyó de Japón a la Unión Soviética en 1938. Su apellido en ocasiones se translitera como Jakamada, en japonés es 袴田. Su tío Mutsúo Hakamada fue el presidente del Comité Central del Partido Comunista de Japón.
Se graduó en economía en la Universidad Patrice Lumumba de Moscú en 1978.
Irina fue parlamentaria electa en el Parlamento de Rusia desde 1993 hasta 2003. Es comúnmente reconocida como una política democrática, que se encuentra en una conservadora oposición al gobierno de Vladímir Putin. Su oposición fue especialmente intensa durante la crisis de rehenes del teatro de Moscú por parte del movimiento independentista checheno, en el cual tomó parte como uno de los negociadores. Jakamada sostenía que los secuestradores no harían uso de sus bombas para matar a los rehenes. Otros negociadores, entre los que se incluía Anna Politkóvskaya, tenían la misma opinión, que fue finalmente confirmada por los acontecimientos. El ejército ruso rompió las negociaciones, y durante la liberación murieron 129 rehenes.
Jakamada era uno de los líderes de la Unión de Fuerzas de Derecha cuando decidió presentarse a las elecciones presidenciales de 2004. No consiguió el apoyo de su partido por mostrarse opositora del presidente Putin, cuando el resto de candidatos no se mostró en contra de sus políticas. Obtuvo el 3,9% de los votos.